# Lucky Strikes Back
Lucky Strikes Back war eine von 2007 bis 2015 bestehende österreichische Popband aus Salzburg.

## Bandgeschichte
Die Band um Sänger Dominique Schichtle machte erstmals 2008 auf sich aufmerksam, als sie als eine von zehn Bands das Finale des International Live Awards erreichten. Es folgten Auftritte als Support bekannter Künstler und bei Veranstaltungen wie dem Frequency-Festival. 2010 veröffentlichten sie ihr Debütalbum So sieht's aus, das ihnen aber noch nicht den Durchbruch brachte. Es folgten Umbesetzungen in der sechs bis acht Mitglieder umfassenden Band und weitere Auftritte bspw. bei Nova Rock und dem Donauinselfest. Sehr erfolgreich verlief das Jahr 2012, in dem Lucky Strikes Back bei der Zuschauerwahl des Musiksenders gotv zur Band des Jahres gewählt wurden und den Austrian Live Award erhielten. Im Jahr darauf schafften sie es mit der Single Wir sind wie wir sind erstmals in die österreichischen Charts. Den nächsten  Chart-Erfolg hatten sie mit der Single Tanz Mit Mir. Erstmals kam es zu einer Zusammenarbeit mit dem Texter und Slam-Poeten Lukas Wagner, der sich an der Erstellung des Textes beteiligte. Der Song war vier Wochen in den österreichischen Charts.

## Mitglieder
- Dominique Schichtle (Sänger, Synthesizer)
- Michael Mörth (Bass/Gesang)
- Bernhard Sturl (Gitarre)
- David Schinwald (Schlagzeug)

Ehemalige
- Bernhard Ainz (Saxophon)
- Christian Haslauer (Saxophon)
- Lorenz Santner (Saxophon)
- Mattia Gmachl (Trompete)
- Leonhard Golser (Schlagzeug)

## Diskografie
Alben
- So sieht's aus (2010)

Lieder
- Geht nicht, gibt's nicht (2011)
- Wir sind wie wir sind (2013)
- Mona Lisa (2013)
- Ich & Du (2014)
- Tanz Mit Mir (2015)